# Filippo Cianciàfara Tasca di Cutò
Filippo Cianciàfara Tasca di Cutò (Messina, 15 novembre 1892 – Palermo, 1982) è stato un fotografo d'arte italiano attivo a cavallo tra le due guerre.

## Biografia
Si dedicò alla fotografia fin da giovanissimo. Pur vivendo il dramma del terremoto di Messina del 1908, dove trovò la morte la sua famiglia, l’agiata condizione di benessere economico in cui si trovava gli consentì di vivere questa passione senza risparmio di mezzi. Dal 1935 collaborò alla testata "Progresso fotografico" di Milano, che ospitò sulle proprie pagine molti suoi scatti e alcuni articoli. 
Nel campo fotografico ottenne ottimi risultati che gli valsero diversi riconoscimenti a livello nazionale.
(Filippo Cianciafara Tasca di Cutò, L’arte fotografica e la realtà, in Progresso Fotografico, dicembre 1937)
Cianciàfara è un fotografo moderno per la sua epoca, i suoi elaborati sono pieni di sperimentazione tecnica e concettuale. Non ha soggetti preferiti, fotografa di tutto, ritratti di donna, navi in porto, piatti da cucina.
Dopo la guerra, lasciando da parte la fotografia, preferì dedicarsi all'incisione calcografica.

## Contesto
Esaminando le culture relative alla fotografia d'arte siciliana del ‘900 è da porre in primo piano la figura di un indiscusso protagonista, Filippo Cianciàfara Tasca di Cutò, cugino di Giuseppe Tomasi di Lampedusa e di Casimiro e Lucio Piccolo di Calanovella. La sua lunga attività creativa è contestualizzata con quella di molti altri fotografi artisti della Sicilia, oggi ancora poco noti, se non del tutto sconosciuti, e  che hanno come epicentro la fotografia d'arte siciliana, è maestro indiscusso nell'arte della resinotipia, tecnica inventata dal fotografo e chimico Rodolfo Namias.

## Premi
Ricevette l'Honourable Mention nel 1933 dalla rivista «American Photography» e nel 1932 il "Gran Prix d'Honneur" a Cannes.